# Спомен-чесма у Заблаћу
Спомен-чесма у Заблаћу налази се у порти Цркве у Заблаћу, Град Чачак. Подигнута је 2018. године у спомен на потпуковника Миљка Танасијевића (1888-1959), учесника Балканских и Првог светског рата, носиоца Карађорђеве звезде са мачевима.
Чесма је израђена од мермера, са великим просеченим крстом у врху. Уз слику Миљка Танасијевића уклесани су основни биографски подаци и побројана бројна одликовања.

### Натпис на источној страни
1918–2018.
ЗА КРСТ ЧАСНИ И СЛОБОДУ ЗЛАТНУ
ВИТЕЗ КАРАЂОРЂЕВЕ ЗВЕЗДЕ СА МАЧЕВИМА
ПОТПУКОВНИК
Заблаћанин
МИЉКО ТАНАСИЈЕВИЋ
1888 – 1959.
ЈУНАК
Првог балканског рата
Другог балканског рата
Првог светског рата
Другог светског рата
ОДЛИЧЈА
Сребрна медаља за храброст
Златна медаља за храброст
Орден белог орла са мачевима 5. реда
Орден белог орла са мачевима 4. реда
Француски ратни крст са палмом
Орден Светог Саве 5. реда
Орден Светог Саве 5. реда 2. пут
Орден Југословенске Круне
Карађорђева звезда са мачевима

### Натпис на западној страни
На страни чесме окренутој према основној школи уписана су имена војника из Заблаћа, Вапе, Балуге (Трнавске) и Кукића, палих у Првом светском рату:
ВРЛИ ЈУНАЦИ ЗАБЛАЋА, ВАПЕ, БАЛУГЕ И КУКИЋА ПОКЛОНИШЕ СВОЈЕ МЛАДЕ ЖИВОТЕ ЗА ВЕЧНУ СРБИЈУ
ЗАБЛАЋЕ
Алексић Богдан, Аџемовић Јеротије, Аџемовић Радивоје, Бешевић Светолик, Бојовић Драгомир, Бојовић Крста, Величковић Антоније, Величковић Милан, Гудовић Јефта, Вучковић Жарко, Вучковић Здравко, Вучковић Иванко, Вучковић Милан, Вучковић Милојко, Вучковић Милорад, Вучковић Миљко, Вучковић Обрен, Давидовић Драгић, Ђокић Радоје, Ђорђевић Јеротије, Ерић Крсмана Миљко, Ерић Светислав, Жагрић Андрија, Жагрић Јован, Жагрић Милан, Жагрић Милић, Жагрић Љубомир, Зарић Иван, Зарић Петар, Јевтовић Борисав, Јевтовић Војин, Јоксић Тодор, Караклајић Љубисав, Комадиниц Дмитар, Лазовић Живан, Лазовић Милорад, Милановић Раденко, Милорадовић Миљко, Милорадовић Милан, Милорадовић Радојица, Неговановић Бранислав, Неговановић Дмитар, Новаковић Јеремије, Огњановић Момчило, Огњановић Светислав, Павловић Сотир, Петровић Владислав Дис, Поповић Драгомир, Поповић Јован, Поповић Будимир, Поповић Милорад, Поповић Тихомир, Раковић Радосав, Симовић Богољуб, Симовић Богосав, Симовић Владимир, Стефановић Настас, Стојановић Марко, Танасијевић Алексије, Танасијевић Ј. Миљко, Танасијевић Милић, Танасковић Вићентије, Шолајић Јеремија.
ВАПА
Гавриловић Боривоје, Глишовић Будимир, Глишовић Петар, Дољевић Божидар, Дољевић Александар, Драгићевић Богдан, Јаковљевић Милисав, Јаковљевић Милоје, Јеревица Душан, Јелић Бошко, Јелић Дмитар, Јелић Мића, Лазаревић Љубомир, Лазовић Миле, Мајсторовић Драгомир, Мајсторовић Милан, Мајсторовић Миљко, Мајсторовић Светозар, Марковић Иван, Марковић Марко, Мартиновић Лука, Милутиновић Љубомир, Милутиновић Тихомир, Павићевић Александар Лека, Павловић Драгомир, Пајовић Иван, Пајовић Милан, Пајовић Урош, Пантовић Василије, Пантовић Миливоје, Пантовић Милоје, Петровић Велимир, Петровић Драгоје, Петровић Драгутим, Петровић Милић, Петровић Станимир, Радовић Миладин, Савић Миљко, Станојевић Живан, Стевановић Настас, Танасијевић Ристо, Терзић Добросав, Терзић Миле, Терзић Милован, Терзић Младомир, Трајковић Благоје, Трајковић Живко.
БАЛУГА (Заблаћанска)
Бацетић Добривоје, Бацетић Милутин, Вукосавић Драгић, Вукосављевић Малиша, Вукосављевић Станиша, Вучићевић Добросав, Вучићевић Љубомир, Долоац Андрија, Живковић Живан, Јаковљевић Миодраг, Јовановић Велисав, Јовановић Милинко, Јовановић Милорад, Марић Александар, Марић Радомир, Пауновић Богић, Пауновић Будимир, Пауновић Драгиша, Пауновић Драгутин, Пауновић Периша, Перошевић Милосав, Радовановић Милован, Ружичић Видосав, Ружичић Радосав, Цветковић Милош, Цветковић Аксентије.
КУКИЋИ
Зујашевић Милован, Вујашевић Тухомир, Грујовић Ратко, Ђокић Крстадин, Јаковљевић Јеремија, Јаковљевић Недељко, Јевтовић Данило, Кићановић Лазар, Кићановић Радојица, Курћубић Гојко, Курћубић Ранко, Лазаревић Милош, Маричић Мијаило, Милетић Гојко, Милетић Љубиша, Миливојчевић Љубо, Миливојчевић Станко, Поповић Војислав, Петровић Душан, Радиловић Милисав, Скитња Момчило, Тутуновић Обрен, Тутуновић Станко, Ћендић Срећко, Шошић Милорад, Шошић Чедо.
Родбина, потомци и поштоваоци.